# You're So Damn Hot (canción de OK Go)
«You're So Damn Hot» es un sencillo del grupo estadounidense OK Go. Fue lanzado en 2002 en Estados Unidos y en 2003 en Reino Unido. Dentro del álbum homónimo de la banda, le preside la canción «What to Do».

## Vídeo musical
En el vídeo, aparece la gira que realiza OK Go a lo largo de los Estados Unidos, pasando por diferentes ciudades, como Washington D. C., Nueva York o Filadelfia, entre otros. También muestran el backstage y el grupo firmando autógrafos a los fanes.